# Herrera (Camargo)
Herrera es una localidad del municipio de Camargo (Cantabria, España). A 1 de enero de 2020 contaba con una población censada de 2.374 habitantes. La localidad se encuentra a 1,5 kilómetros de distancia de la capital municipal, Muriedas.
El 16 de agosto se celebran sus fiestas, San Roque.
Herrera es uno de los principales pueblos del Valle de Camargo. Situado a 1,5 km de la capital municipal y a 5,5 km de Santander actualmente su volumen de población es de 1571 vecinos.
Cabe destacar como monumentos más importantes, la iglesia de San Julián, fechada en 1662 con planta de cruz latina levantada sobre los restos de otra anterior y con un famoso retablo popular obra del maestro Pedro de la Puente en 1679 y el palacio de los Herrera, levantado sobre una torre medieval de gran importancia. Además también se halla el yacimiento paleolítico de La Verde que ha proporcionado materiales líticos interesantes que permiten un registro industrial completo en el contexto del Paleolítico Inferior Cantábrico. 
Las festividades de Herrera son el 16 de agosto San Roque y el 31 de agosto San Ramón.
- Datos: Q5896410
- Multimedia: Herrera (Camargo) / Q5896410